# And So I Watch You From Afar
And So I Watch You From Afar (ASIWYFA) is een Noord-Ierse rockband uit Belfast. De band staat bekend om de energieke en krachtige optredens. ASIWYFA had een relatief grote invloed op de populariteit van mathrock en instrumentale muziek in het Verenigd Koninkrijk.

## Geschiedenis
ASIWYFA werd in 2005 opgericht door gitaristen Rory Friers en Tony Wright en drummer Chris Wee na het uiteenvallen van hun vorige band Zombie Safari Park. Zij nodigden bassist Johnny Adger uit, die samen met Wright in Pepperbook speelde, om de gelederen te versterken. De leden trokken naar Belfast waar ze bekendheid verworven door live op te treden. Hiermee kwamen de leden tegemoet aan hun motivatie om een band op te richten. In oktober 2007 namen ze de ep Tonight The City Burns op samen met zangers van andere bands uit Belfast.
Tegen het einde van 2007 nam de band de splitsingle I Capture Castles/The Voiceless op onder auspiciën van producer Bo Sheppard. Er werden nog drie nummers geschreven waarna de minidebuutalbum This Is Our Machine And Nothing Can Stop It in 2007 in eigen beheer werd uitgebracht. In 2008 volgde een heruitgave op het label Forte Music Distribution. Het mini-album was in zes werken uitverkocht waarna de band kon toeren met Maybeshewill en This Town Needs Guns door het Verenigd Koninkrijk en met Adebisi Shank door Ierland.
In juli 2008 waren de opnames gereed van het eerste volwaardige album And So I Watch You From Afar. De band tekende bij het kleine label Smalltown America waar het album in april 2009 op werd uitgebracht. In 2011 verscheen Gangs dat geproduceerd werd door Rocky O'Reilly (Oppenheimer). Een jaar later werd  All Hail Bright Futures uitgebracht, het eerste album met Niall Kennedy (Panama Kings) die Wright verving na diens vertrek. ASIWYFA's vierde album Heirs kwam uit in 2015, gevolgd door The Endless Shimmering in 2017.

## Stijl
Hoewel de muziek vaak wordt gekenmerkt als postrock, heeft ASIWYFA meer gemeen met mathrockbands als Adebisi Shank en Maybeshewill. De sound wordt door Laut.de "bruter" genoemd dan die van vergelijkbare postrock- en instrumentale-rockbands: "Nicht, dass ASIWYFA in die gleiche Ecke gestellt werden sollten, dafür ist ihr Sound nopch ein Stück brachialer als der der oben genannten Formationen." Volgens Paolo De Gregorio van Delicious Audio vermengt de band metal met psychedelische rock, postrock en progressieve rock.

## Productie

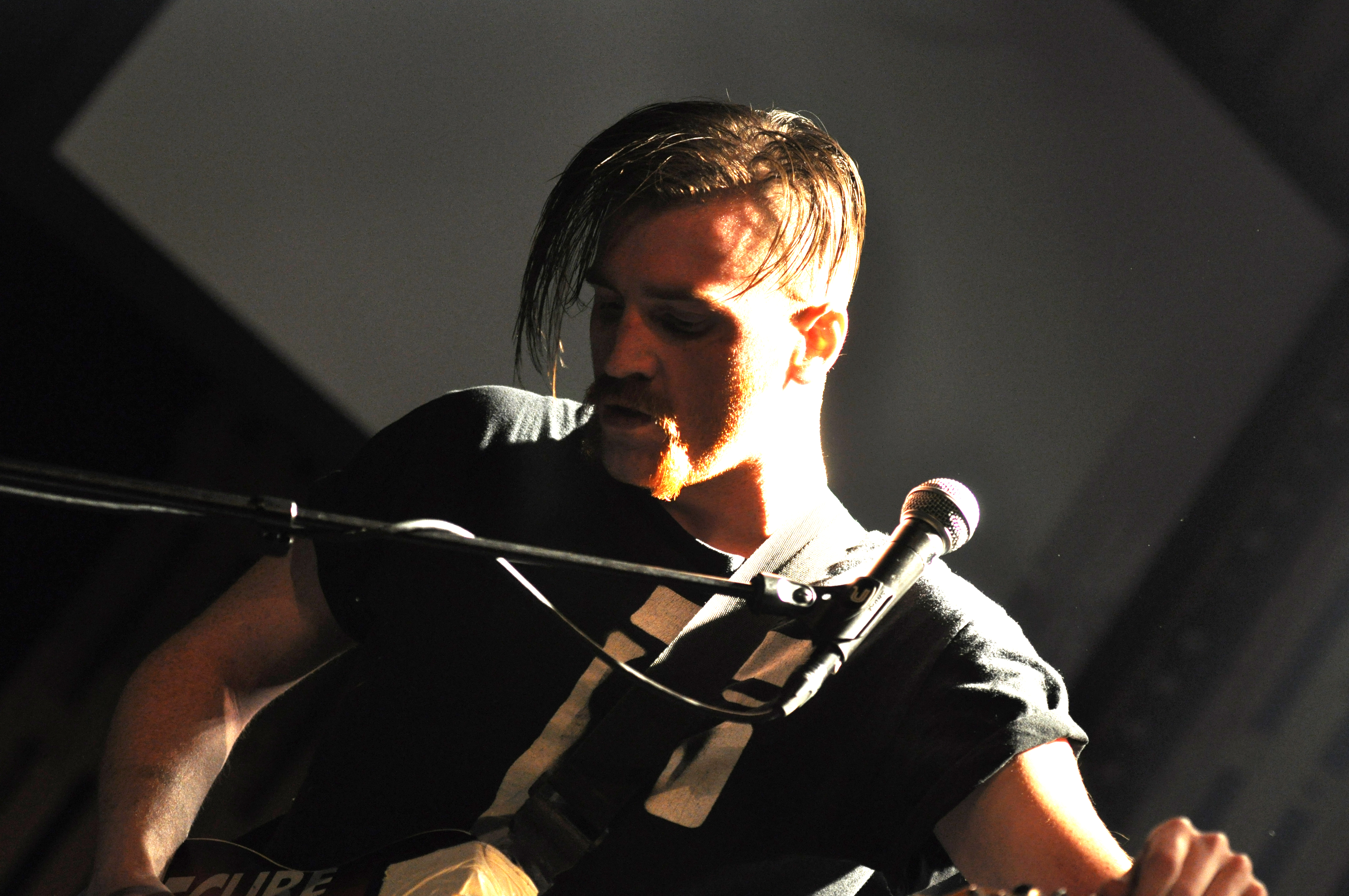
Niall Kennedy tijdens een optreden met ASIWYFA in 2014.

Tijdens een interview met De Gregorio heeft Friers gezegd dat Kennedy en hij bij het schrijven van muziek hun ideeën delen met de groep, waarna alle bandleden aan de nummers werken.

## Discografie

### Studioalbums
- This Is Our Machine And Nothing Can Stop It, 2007 (mini-album)
- And So I Watch You From Afar, 2009
- Gangs, 2011
- All Hail Bright Futures, 2012
- Heirs, 2015
- The Endless Shimmering, 2017
- Jettison, 2022

### Ep's
- Tonight The City Burns, 2007
- The Letters EP, 2010

### Singles
- I Capture Castles/The Voiceless, 2007
- Set Guitars To Kill, 2009
- S Is For Salamander, 2009
- Straight Through The Sun Without A Scratch, 2010
- Search:Party:Animal, 2011
- BeautifulUniverseMasterChampion, 2011